# Prințul Carlos de Bourbon-Două Sicilii
Don Carlos, Prinț de Bourbon-Două Sicilii, Infante al Spaniei (italiană Carlo Maria Francesco d'Assisi Pasquale Ferdinando Antonio di Padova Francesco de Paola Alfonso Andrea Avelino Tancredi, Principe di Borbone delle Due Sicilie, Infante di Spagna) (n. 10 noiembrie 1870 - 11 noiembrie 1949) a fost fiu al Prințului Alfonso, Conte de Caserta și a soției lui, Prințesa Maria Antonietta de Bourbon-Două Sicilii și nepot al ultimului rege al celor Două Sicilii, Francisc al II-lea.

## Căsătorii și copii
La 14 februarie 1901 la Madrid, Carlos s-a căsătorit cu Mercedes, Prințesă de Asturia, fiica cea mare a regelui Alfonso al XII-lea al Spaniei și a soției acestuia, Arhiducesa Maria Christina de Austria. Mercedes a fost sora mai mare și moștenitoarea prezumptivă a regelui Alfonso al XIII-lea al Spaniei, un adolescent necăsătorit. Cu o săptămână înainte de nuntă, la 7 februarie, Carlos a primit titlul de Infante al Spaniei.
Carlos și Mercedes au avut trei copii:
- Don Alfonso, Prinț al celor Două Sicilii, Infante al Spaniei (1901–1964).
- Fernando (1903–1905), a murit la San Sebastián la un an după decesul mamei sale.
- Doña Isabella Alfonsa, Prințesă a celor Două Sicilii, Infantă a Spaniei (1904–1985). S-a căsătorit cu contele Jan Kanty Zamoyski (1900–1961) și a avut copii.

Mercedes a murit la nașterea Isabellei, în 1904.
În 1907, Carlos s-a căsătorit a doua oară cu Prințesa Louise de Orléans, fiica Prințului Filip, Conte de Paris. Cuplul a avut patru copii:
- Don Carlo de Bourbon-Două Sicilii (1908–1936). KA fost ucis în Războiul Civil Spaniol.
- Doña Maria de los Dolores de Bourbon-Două Sicilii (1909–1996). În 1937 s-a căsătorit cu Prințul Augustyn Józef Czartoryski (1907–1946) și au avut un fiu, Adam. Ea s-a recăsătorit cu Carlos Chias în 1950.
- Doña María Mercedes de Bourbon-Două Sicilii (1910–2000) care s-a căsătorit cu Infantele Juan, Conte de Barcelona și a fost mama regelui Juan Carlos I al Spaniei.
- Doña Maria de la Esperanza de Bourbon-Două Sicilii (1914–2005), care s-a căsătorit cu Prințul Pedro Gastão de Orléans-Braganza.

Printre descendenții Prințului Carlos se numără: regele Juan Carlos I al Spaniei, Infantele Carlos, Duce de Calabria, Prințul Petru al Iugoslaviei.